# Liste d'élections en 1949
Chronologie des élections
- 1945
- 1946
- 1947
- 1948
- 1949
- 1950
- 1951
- 1952
- 1953

Cette liste recense les élections organisées durant l'année 1949. Elle inclut les élections législatives et présidentielles nationales dans les États souverains, ainsi que les principaux référendums.
Les premières élections nationales de l'après-guerre ont lieu en Allemagne, occupée à l'ouest par les forces américaines, britanniques et françaises, et à l'est par les forces soviétiques. Le pays est divisé en deux. La République fédérale d'Allemagne, à l'ouest, est proclamée au mois de mai, et organise des élections démocratiques en août, qui portent au pouvoir le chrétien-démocrate Konrad Adenauer. À l'est, sous l'égide soviétique, ont lieu en mai des élections à liste unique dominée par les communistes. La République démocratique allemande est ensuite proclamée en octobre, avec pour président Wilhelm Pieck.
La guerre froide s'enracine en Europe, les États d'Europe de l'est devenant des satellites de l'Union soviétique. En Hongrie (mai) et en Bulgarie (décembre), des simulacres d'élections confortent l'emprise des partis communistes sur le pouvoir. À l'inverse à Saint-Marin, en Europe de l'ouest, les communistes au pouvoir avec les socialistes remportent démocratiquement les élections du mois de février. L'ingérence des grandes puissances touche également la Syrie, où un coup d'État militaire appuyé par les États-Unis renverse les institutions démocratiques et entraîne un simulacre d'élection présidentielle à candidat unique en juin.
Le tout nouvel État d'Israël organise ses premières élections en janvier. Ailleurs dans le monde démocratique, des élections ont lieu dans trois États membres du Commonwealth : au Canada (juin), les libéraux (progressistes) remportent leur quatrième victoire consécutive, tandis qu'en Nouvelle-Zélande (novembre) et en Australie (décembre) les conservateurs retrouvent le pouvoir, ayant promis de préserver l'État-providence mis en place par les travaillistes.
En Colombie, le contexte de la Violencia contraint les libéraux à se retirer de l'élection présidentielle du mois de novembre, cédant la victoire aux conservateurs.

## Par mois

### Janvier
| Date       | Pays   | Élections     | Contexte                                                                                          | Résultats |
| ---------- | ------ | ------------- | ------------------------------------------------------------------------------------------------- | --- |
| 23 janvier | Japon  | Législatives  |                                                                                                   | Le Parti libéral démocrate (conservateur et libéral), qui disposait d'une majorité relative des sièges, remporte cette fois la majorité absolue. Shigeru Yoshida demeure premier ministre. |
| 25 janvier | Israël | Constituantes | Premières élections après l'indépendance d'Israël en 1948. Élection d'une assemblée constituante. | Parlement sans majorité. Le parti Mapaï (gauche, « parti des travailleurs ») arrive nettement en tête, avec donc une majorité relative des sièges. Il forme un gouvernement de coalition avec notamment le Front religieux uni et le Parti progressiste (social-libéral). David Ben-Gurion (Mapaï) demeure premier ministre. |

### Février
| Date       | Pays          | Élections      | Contexte | Résultats |
| ---------- | ------------- | -------------- | --- | --- |
| 6 février  | Liechtenstein | Législatives   | | Le Parti progressiste des citoyens (national-conservateur) conserve la majorité absolue des sièges, mais maintient son gouvernement de coalition avec l'Union patriotique (libéral-conservatrice), seul autre parti représenté au Landtag (parlement). Alexander Frick (PPC) demeure premier ministre. |
| 13 février | Portugal      | Présidentielle | Le Portugal à cette date est une dictature d'extrême-droite à parti unique. Les hommes ont le droit de vote à condition de savoir lire et écrire ; les femmes, à condition d'avoir complété au moins leurs études secondaires. En 1949, une opposition politique de façade est tolérée, mais très encadrée. Pour la première fois depuis 1926, il y a donc un candidat d'opposition : l'ancien général José Norton de Matos. Face à l'arrestation de certains de ses partisans, à l'interdiction qui lui est faite de faire campagne librement, et au refus des autorités de garantir que le décompte des voix ne sera pas falsifié, il retire toutefois sa candidature peu avant le scrutin. | En l'absence d'opposition, Óscar Carmona (Union nationale : extrême-droite, fascisme clérical) est automatiquement réélu. Son premier ministre António de Oliveira Salazar exerce le pouvoir réel. Des élections législatives ont lieu en novembre.                                                    |
| 27 février | Saint-Marin   | Législatives   | | Le Comité de la liberté (alliance du Parti communiste et du Parti socialiste) conserve sa majorité absolue des sièges, devant l'Alliance populaire constituée du Parti démocrate-chrétien et du Parti socialiste démocratique.                                                                         |

### Mars
| Date   | Pays  | Élections    | Contexte                                                                                  | Résultats |
| ------ | ----- | ------------ | ----------------------------------------------------------------------------------------- | --- |
| 6 mars | Chili | Législatives | Le Parti communiste, qui avait recueilli 10,3 % des voix en 1945, a été interdit en 1948. | Parlement sans majorité. Le Parti radical (centre-droit) conserve de peu sa majorité relative des sièges à la Chambre des députés, devant le Parti libéral (centre-droit) qui conserve la majorité relative au Sénat. |

### Avril
Il n'y a pas d'élection nationale en avril 1949.

### Mai
| Date                   | Pays               | Élections    | Contexte | Résultats |
| ---------------------- | ------------------ | ------------ | --- | --- |
| 1er mai                | Bolivie            | Législatives | | Le Parti de l'unité républicaine et socialiste (conservateur et libéral, malgré son nom), qui disposait d'une majorité relative des sièges, obtient cette fois la majorité absolue. |
| 15 mai                 | Hongrie            | Législatives | Les partis politiques sont associés en « Front populaire indépendant », dirigé de facto par les communistes. Le Front présente une liste unique de candidats, où le nombre de sièges attribué à chaque parti a été décidé par avance. Les citoyens doivent voter pour ou contre cette liste ; il n'y a pas de candidatures d'opposition.           | Les candidats du Front recueillent officiellement 97,1 % de suffrages favorables, et sont donc élus. Le Parti des travailleurs (marxiste-léniniste) dispose à lui seul de la majorité absolue des sièges. Les autres partis lui sont, en pratique, subordonnés, bien que le gouvernement demeure officiellement une coalition des principaux partis. La plupart des élus sont des ouvriers ou des paysans. István Dobi (Parti indépendant des petits propriétaires) demeure premier ministre. Le 20 août, la République populaire de Hongrie est proclamée, en tant qu'État à parti unique. Tous les partis sont alors formellement absorbés par le Parti des travailleurs. István Dobi demeure premier ministre sous cette nouvelle étiquette. |
| au long du mois de mai | Allemagne de l'Est | Législatives | Élections dans la Zone d'occupation soviétique en Allemagne (future Allemagne de l'Est). Les différents partis présentent ensemble une liste unique de candidats, ou liste d'union nationale. Les sièges à pourvoir y sont répartis par avance entre les différentes formations politiques. Les citoyens doivent voter pour ou contre cette liste. | La liste d'union nationale recueille 66,1 % de suffrages favorables ; les candidats sont donc élus. Dans cette assemblée officiellement sans majorité, le Parti socialiste unifié (SED : marxiste-léniniste) dispose d'un peu plus d'un quart des sièges, devant notamment l'Union chrétienne-démocrate d'Allemagne (conservatrice) et le Parti libéral-démocrate. La République démocratique allemande est proclamée le 7 octobre. Le 11 octobre, le Parlement fédéral élit Wilhelm Pieck (SED) à la présidence de la République. Le conseil des ministres, présidé par Otto Grotewohl (SED), est un gouvernement provisoire d'unité nationale. Malgré une Constitution qui prévoit l'instauration d'une démocratie multipartite, le principe d'une union nationale menée par les communistes est maintenue au cours des cinquante ans qui suivent. Les partis non-communistes sont petit à petit subordonnés au SED. L'Allemagne de l'Ouest organise ses premières élections au mois d'août. |

### Juin
| Date    | Pays     | Élections      | Contexte | Résultats |
| ------- | -------- | -------------- | --- | --- |
| 5 juin  | Colombie | Législatives   | Depuis l'assassinat en avril 1948 de Jorge Eliécer Gaitán, chef très populaire des libéraux, le pays est entré dans la période de la Violencia, où des guérillas conservatrices, libérales et communistes s'affrontent brutalement. | Le Parti libéral (centre-gauche) conserve la majorité absolue des sièges. Une élection présidentielle a lieu en novembre. |
| 25 juin | Syrie    | Présidentielle | Première élection présidentielle après l'indépendance de la Syrie en 1946. Cette élection fait suite au coup d'État militaire du 29 mars 1949 à l'encontre du président Choukri al-Kouatli. Ayant renversé les institutions démocratiques par la force des armes et avec l'aide de la CIA américaine, et ayant dissous le Parlement et emprisonné ses opposants, Housni al-Zaim organise un plébiscite pour être approuvé comme nouveau chef de l'État. Il est le seul candidat ; les électeurs doivent voter pour ou contre sa candidature. | Housni al-Zaim est officiellement approuvé par 99,4 % des votants, et demeure président de la République. Il est toutefois renversé et exécuté lors d'un nouveau coup d'État au mois d'août. Une assemblée constituante est élue en novembre. |
| 26 juin | Belgique | Législatives   | Premières élections belges où les femmes puissent voter. | Le Parti social-chrétien (chrétien-démocrate) conserve sa majorité absolue des sièges au Sénat et sa majorité relative à la Chambre des députés, frôlant la majorité absolue. Gaston Eyskens est nommé premier ministre.                      |
| 27 juin | Canada   | Législatives   | | Le Parti libéral (centre-gauche, progressiste), qui disposait de la majorité relative des sièges à la Chambre des communes, y obtient la majorité absolue. Louis St. Laurent demeure premier ministre.                                        |

### Juillet
| Date      | Pays    | Élections    | Contexte                                                                                    | Résultats                                                                                     |
| --------- | ------- | ------------ | ------------------------------------------------------------------------------------------- | --------------------------------------------------------------------------------------------- |
| 3 juillet | Mexique | Législatives | Les élections au Mexique durant cette période sont caractérisées par d'importantes fraudes. | Le Parti révolutionnaire institutionnel (corporatiste) conserve la quasi-totalité des sièges. |

### Août
| Date    | Pays                 | Élections    | Contexte | Résultats |
| ------- | -------------------- | ------------ | --- | --- |
| 14 août | Allemagne de l'Ouest | Législatives | Premières élections démocratiques depuis 1933, et premières depuis la proclamation de la République fédérale d'Allemagne (RFA) au mois de mai. L'Allemagne est désormais divisée en deux États ; les premières élections en Allemagne de l'Est ont eu lieu au mois de mai. | Parlement sans majorité. Le Parti social-démocrate (SPD) obtient une majorité relative des sièges, mais est devancé par une alliance de quatre partis de droite emmenés par l'Union chrétienne-démocrate (CDU). Ensemble, les quatre partis de la coalition (conservateurs et libéraux) atteignent tout juste la majorité absolue des sièges. Konrad Adenauer (CDU) devient le premier chancelier de la RFA. En septembre, le Parlement élit Theodor Heuss (Parti libéral-démocrate, centre-droit) à la présidence de la République. |

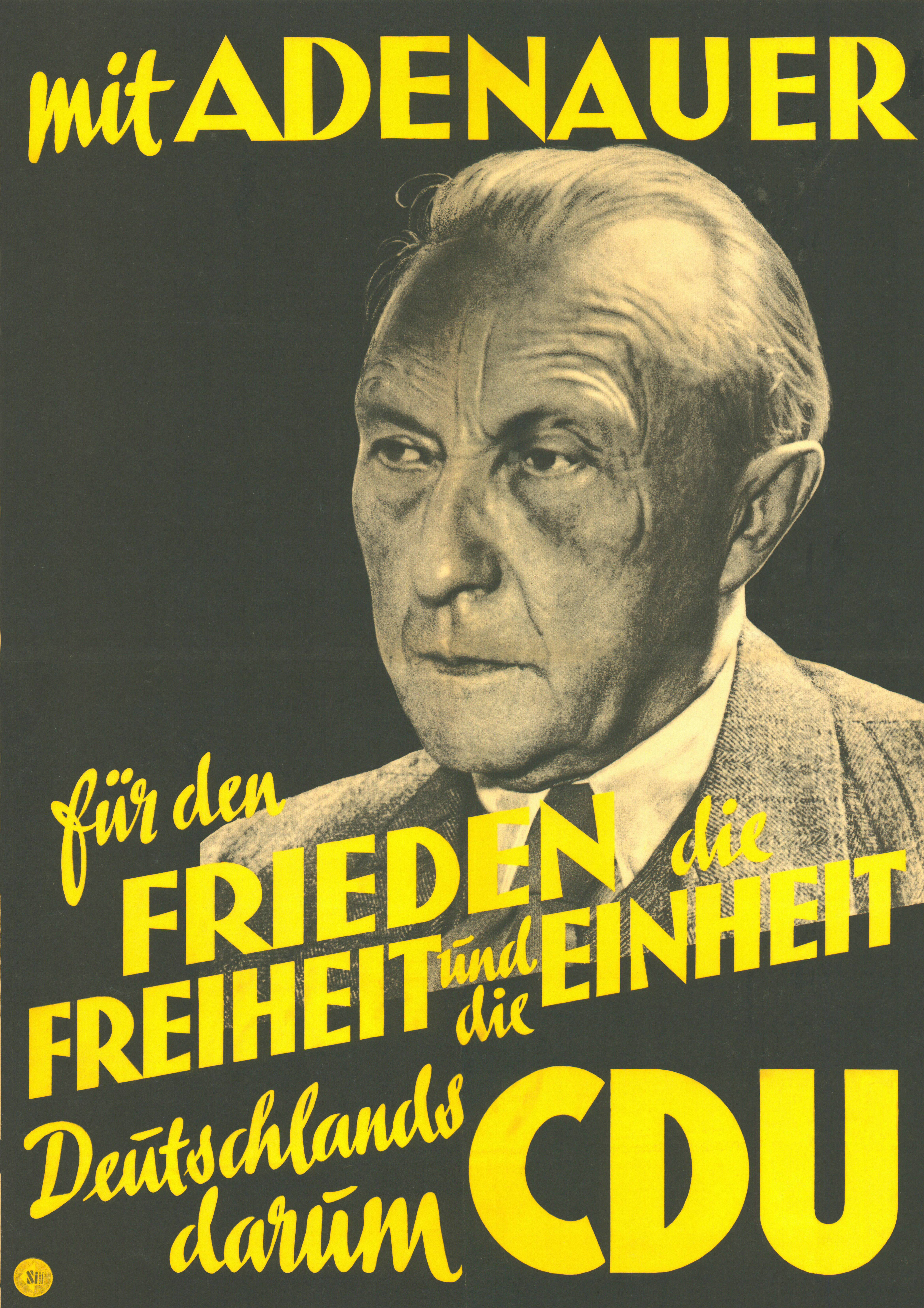
Affiche de campagne pour le parti CDU lors des premières élections fédérales en RFA, le 14 août.

### Septembre
Il n'y a pas d'élection nationale en septembre 1949.

### Octobre
| Date             | Pays       | Élections    | Contexte | Résultats |
| ---------------- | ---------- | ------------ | -------- | --- |
| 4 octobre        | Costa Rica | Législatives |          | Le Parti d'union nationale (libéral-conservateur, chrétien-démocrate) conserve sa majorité absolue des sièges. |
| 9 octobre        | Autriche   | Législatives |          | Parlement sans majorité. Le Parti populaire (ÖVP : centre-droit, chrétien-démocrate) perd sa majorité absolue des sièges, mais conserve la majorité relative. Leopold Figl (ÖVP) demeure chancelier, et maintient son gouvernement de coalition avec le Parti socialiste (SPÖ). Le parti Fédération des Indépendants, fondé spécifiquement pour représenter les anciens membres du Parti nazi, termine troisième, devant le Parti communiste. |
| 10 octobre       | Norvège    | Législatives |          | Le Parti travailliste (social-démocrate) conserve la majorité absolue des sièges. Einar Gerhardsen demeure premier ministre. |
| 23 et 24 octobre | Islande    | Législatives |          | Parlement sans majorité. Le Parti de l'indépendance (conservateur) conserve sa majorité absolue des sièges. |

### Novembre
| Date              | Pays             | Élections                      | Contexte | Résultats |
| ----------------- | ---------------- | ------------------------------ | --- | --- |
| 8 novembre        | Philippines      | Législatives et présidentielle | Premières élections après l'indépendance du pays (jusque-là une colonie des États-Unis) en 1946. Une élection avait eu lieu juste avant l'indépendance. | Le Parti libéral (conservateur, social-libéral) remporte une majorité absolue des sièges. Son candidat Elpidio Quirino est élu président avec 50,9 % des voix, devant deux autres candidats.                 |
| 13 novembre       | Portugal         | Législatives                   | Le Portugal à cette date est une dictature d'extrême-droite à parti unique. Les hommes ont le droit de vote à condition de savoir lire et écrire ; les femmes, à condition d'avoir complété au moins leurs études secondaires. Une poignée de candidats d'opposition sont tolérés, mais sont étroitement encadrés et ne peuvent concourir à armes égales avec les candidats de la dictature. | Le parti Union nationale (extrême-droite, fascisme clérical) conserve tous les sièges. António de Oliveira Salazar, au pouvoir depuis 1932, demeure premier ministre.                                        |
| 16 et 25 novembre | Syrie            | Législatives                   | Élection d'une assemblée constituante, à la suite du coup d'État du mois d'août qui visait à rétablir la démocratie, renversant le dictateur Housni al-Zaim. Premières élections syriennes où les femmes puissent voter. | Le Parti populaire (social-libéral) remporte une majorité absolue des sièges. L'assemblée élit Hachem al-Atassi à la présidence de la République ; celui-ci nomme Nazem Koudsi au poste de premier ministre. |
| 27 novembre       | Colombie         | Présidentielle                 | Le pays est entré dans la période de la Violencia, où des guérillas conservatrices, libérales et communistes s'affrontent brutalement. Le Parti libéral (centre-gauche) se retire de cette élection à la suite d'une tentative d'assassinat contre son candidat, Darío Echandía. | Seul candidat, Laureano Gómez (Parti conservateur) est automatiquement élu avec 100 % des voix. |
| 29 et 30 novembre | Nouvelle-Zélande | Législatives                   | | Alternance. Le Parti national (libéral, conservateur) devance le Parti travailliste (gauche) et remporte la majorité absolue des sièges. Sidney Holland devient premier ministre.                            |

### Décembre
| Date        | Pays      | Élections    | Contexte | Résultats |
| ----------- | --------- | ------------ | --- | --- |
| 10 décembre | Australie | Législatives | | Alternance. Le Parti libéral (conservateur), soutenu par le Parti rural, devance le Parti travailliste (social-démocrate) et obtient la majorité absolue des sièges à la Chambre des représentants. Les travaillistes conservent néanmoins la majorité absolue au Sénat. Robert Menzies (Parti libéral) devient premier ministre, marquant le début d'un quart de siècle de gouvernement conservateur en Australie.                    |
| 18 décembre | Bulgarie  | Législatives | Le Front patriotique, coalition de partis dirigés par le Parti communiste, présente une liste unique de candidats. Sous ce système électoral, toute candidature d'opposition est impossible. Les citoyens doivent voter pour ou contre la liste proposée. | Le Front patriotique remporte tous les sièges, avec officiellement 100 % de voix favorables parmi les suffrages exprimés (seuls 980 bulletins « non » contre plus de 4,5 million de bulletins « oui »). Les autorités reconnaissent néanmoins qu'il y a près de 110 000 bulletins blancs (soit 2,3 % des votants). Vassil Kolarov demeure premier ministre, jusqu'à son décès un mois plus tard ; Valko Tchervenkov lui succède alors. |